# Henri Sillanpää
Henri Sillanpää, född 4 juni 1979 i Torneå, är en finländsk tidigare fotbollsmålvakt som bland annat spelat för VPS och GAIS. 
Sillanpää kom till GAIS inför säsongen 2010 från den finska klubben Vaasan Palloseura. Under säsongen 2011 skadades Dime Jankulovski, den dåvarande ordinarie målvakten i GAIS, och Sillanpää fick chansen som målvakt. Det föll väl ut då Sillanpää höll nollan i fem av femton matcher och hade en räddningsprocent på 77%. Det gjorde att han blev den tionde bästa målvakten i allsvenskan den säsongen. Under säsongen 2012 höll Sillanpää nollan fyra gånger och hade en räddningsprocent på 72%.
Sillanpää blev utlånad till Tromsø IL under slutet av säsongen 2012 och fick spela två matcher för klubben. I november 2012 efter återkomsten till GAIS stod det klart att Sillanpää att bryta kontraktet i samförstånd med ledningen för att flytta hem till Finland. Anledningen uppgavs vara familjeskäl. I december blev han klar för spel i finska VPS.
Han har spelat tre U21-landskamper och åtta A-landskamper för Finland.